# Vialonga
Vialonga là một chi bướm đêm thuộc phân họ Tortricinae của họ Tortricidae.

## Các loài
- Vialonga pallior Diakonoff, 1960
- Vialonga polyantha Diakonoff, 1960